# Liste der Verkehrsminister von Sachsen-Anhalt
Dieser Artikel enthält eine Liste der Verkehrsminister von Sachsen-Anhalt.

## Verkehrsminister Sachsen-Anhalt (seit 1945)
| Name                                                  | Amtsantritt                   | Kabinett               | Partei               |
| Minister für Verkehr                                  | Minister für Verkehr          | Minister für Verkehr   | Minister für Verkehr |
| ----------------------------------------------------- | ----------------------------- | ---------------------- | -------------------- |
| Ernst Thape                                           | 16. Juli 1945                 | Hübener I              | SPD/SED              |
| Minister für Wirtschaft und Verkehr                   |                               |                        |                      |
| Willy Dieker                                          | 3. Dezember 1946              | Hübener II             | SED                  |
| Paul Lähne                                            | April 1949                    | Hübener II             | SED                  |
| Minister für Verkehr                                  |                               |                        |                      |
| Otto Rühle                                            | 10. Oktober 1949              | Bruschke I             | NDPD                 |
| Minister für Wirtschaft, Industrie, Aufbau und Arbeit |                               |                        |                      |
| Kurt Opitz                                            | 24. November 1950             | Bruschke II            | SED                  |
| Von 1952 bis 1990 existierte kein Land Sachsen-Anhalt |                               |                        |                      |
| Minister für Wirtschaft, Technologie und Verkehr      |                               |                        |                      |
| Horst Rehberger                                       | 2. November 1990 4. Juli 1991 | Gies Münch             | FDP                  |
| Rainhard Lukowitz                                     | 15. Dezember 1993             | Bergner                | FDP                  |
| Minister für Wohnungswesen, Städtebau und Verkehr     |                               |                        |                      |
| Jürgen Heyer                                          | 21. Juli 1994 26. Mai 1998    | Höppner I Höppner II   | SPD                  |
| Minister für Bau und Verkehr                          |                               |                        |                      |
| Karl-Heinz Daehre                                     | 16. Mai 2002                  | Böhmer I               | CDU                  |
| Minister für Landesentwicklung und Verkehr            |                               |                        |                      |
| Karl-Heinz Daehre                                     | 24. April 2006                | Böhmer II              | CDU                  |
| Thomas Webel                                          | 19. April 2011 25. April 2016 | Haseloff I Haseloff II | CDU                  |
| Minister für Infrastruktur und Digitales              |                               |                        |                      |
| Lydia Hüskens                                         | 16. September 2021            | Haseloff III           | FDP                  |